# Hanna Skydan
Hanna Skydan (ur. 14 maja 1992 w Krasnym Łuczu) – ukraińska lekkoatletka, specjalizująca się w rzucie młotem. Od stycznia 2015 roku reprezentuje Azerbejdżan.
Dwunasta zawodniczka mistrzostw świata juniorów młodszych w Bressanone oraz brązowa medalistka gimnazjady z 2009. W 2012 reprezentowała Ukrainę na igrzyskach olimpijskich w Londynie, podczas których zajęła 18. miejsce w eliminacjach i nie awansowała do finału. Po zmianie barw narodowych, sięgnęła po złoty medal uniwersjady w Gwangju (2015).
Złota medalistka mistrzostw Ukrainy oraz uczestniczka pucharu Europy w rzutach. Reprezentowała Azerbejdżan na drużynowych mistrzostwach Europy (także w pchnięciu kulą i rzucie dyskiem).
Rekord życiowy: 77,10 (23 sierpnia 2023, Budapeszt) rekord Azerbejdżanu.

## Osiągnięcia
| Rok                        | Impreza                                   | Miejsce        | Lokata            | Wynik (m) |
| -------------------------- | ----------------------------------------- | -------------- | ----------------- | --------- |
| Reprezentacja: Ukraina     |                                           |                |                   |           |
| 2009                       | Mistrzostwa świata juniorów młodszych     | Bressanone     | 12. miejsce       | 48,30     |
| 2009                       | Olimpijski festiwal młodzieży Europy      | Tampere        | 5. miejsce        | 54,55     |
| 2009                       | Gimnazjada                                | Doha           | 3. miejsce        | 53,90     |
| 2010                       | Mistrzostwa świata juniorów               | Moncton        | el. – 27. miejsce | 48,78     |
| 2011                       | Zimowy puchar Europy w rzutach            | Sofia          | 6. miejsce (U-23) | 60,21     |
| 2012                       | Zimowy puchar Europy w rzutach            | Bar            | 3. miejsce (U-23) | 66,35     |
| 2012                       | Igrzyska olimpijskie                      | Londyn         | el. – 18. miejsce | 68,50     |
| Reprezentacja: Azerbejdżan |                                           |                |                   |           |
| 2015                       | III liga drużynowych mistrzostw Europy    | Baku           | 2. miejsce        | 68,32     |
| 2015                       | Uniwersjada                               | Gwangju        | 1. miejsce        | 70,67     |
| 2015                       | Mistrzostwa świata                        | Pekin          | el. – 23. miejsce | 66,91     |
| 2016                       | Mistrzostwa Europy                        | Amsterdam      | 3. miejsce        | 73,83     |
| 2016                       | Igrzyska olimpijskie                      | Rio de Janeiro | el. – 13. miejsce | 70,09     |
| 2017                       | Igrzyska solidarności islamskiej          | Baku           | 1. miejsce        | 75,29     |
| 2017                       | III liga drużynowych mistrzostw Europy    | Marsa          | 1. miejsce        | 69,60     |
| 2017                       | Mistrzostwa świata                        | Londyn         | 5. miejsce        | 73,38     |
| 2017                       | Uniwersjada                               | Tajpej         | el. –             | NM        |
| 2018                       | Mistrzostwa Europy                        | Berlin         | 5. miejsce        | 72,10     |
| 2019                       | II liga drużynowych mistrzostw Europy     | Skopje         | 2. miejsce        | 69,19     |
| 2019                       | Mistrzostwa świata                        | Doha           | 7. miejsce        | 72,83     |
| 2021                       | Igrzyska olimpijskie                      | Tokio          | el. – 16. miejsce | 69,57     |
| 2022                       | Mistrzostwa świata                        | Eugene         | 11. miejsce       | 69,01     |
| 2022                       | Mistrzostwa Europy                        | Monachium      | 4. miejsce        | 70,88     |
| 2023                       | Puchar Europy w rzutach                   | Leiria         | 8. miejsce        | 67,00     |
| 2023                       | III dywizja drużynowych mistrzostw Europy | Chorzów        | 1. miejsce        | 71,69     |
| 2023                       | Mistrzostwa świata                        | Budapeszt      | 4. miejsce        | 74,18     |
| 2024                       | Puchar Europy w rzutach                   | Leiria         | 4. miejsce        | 70,43     |
| 2024                       | Mistrzostwa Europy                        | Rzym           | 10. miejsce       | 68,10     |
| 2024                       | Igrzyska olimpijskie                      | Paryż          | 7. miejsce        | 73,66     |